# Kumla missionsförsamling
Kumla missionsförsamling, var en församling i Kumla, Mjölby kommun som bildades omkring 1908. Församlingen uppgick 1988 i Väderstadortens ekumeniska församling.

## Historik
Kumla missionsförsamling bildade omkring 1908. Den 1 februari 1988 slogs församlings samman med Väderstads baptistförsamling och Gärdslätts missionsförsamling som bildade Väderstadortens ekumeniska församling.